# Larrino
Larrino es una entidad de población española del municipio de Arechavaleta, perteneciente a la provincia de Guipúzcoa, en la comunidad autónoma del País Vasco.

## Historia
Hacia mediados del siglo XIX, el lugar, una anteiglesia ya por entonces perteneciente a Arechavaleta, tenía contabilizada una población de 108 habitantes. Aparece descrito en el décimo volumen del Diccionario geográfico-estadístico-histórico de España y sus posesiones de Ultramar de Pascual Madoz con las siguientes palabras:

LARRINO: anteigl. del ayunt. de Arechavaleta, prov. de Guipúzcoa (á Tolosa 9 1/2 leg.), part. jud. de Vergara (2 1/2), aud. terr. de Burgos (23), c. g. de las Provincias Vascongadas, dióc. de Calahorra (13 1/2): sit. en paraje algo elevado y abierto á todos los vientos; el clima templado y sano. Tiene 16 casas dispersas sin formar poblacion; igl. parr. (San Cristóbal), servida por un beneficiado perpétuo con título de cura y uns acristan secular; para surtido del vecindario no hay muchas fuentes, pero son bastantes. El térm. se estiende 1/4 leg. por todos lados, y confina N. Bedoña; E. Oñate; S. Aozaraza, y O. Arechavaleta. El terreno es de buena calidad, aunque algo arcilloso; le cruza un arroyo: en las inmediaciones de los cas. hay arbolado de hayas, robles, castaños y elechos, muy bien cuidado. Los caminos son locales y se hallan en regular estado. El correo se recibe de Arechavaleta. prod.: trigo, maiz, centeno, avena, legumbres y toda clase de frutas del pais; cria ganado vacuno, lanar y de cerda; caza de perdices, sordas, codornices y liebres, y pesca de truchas. pobl.: 20 vec., 108 alm. Riqueza y contr.: con su ayunt. (V.)
(Madoz, 1847, p. 90)

En 2022, tenía empadronados 46 habitantes.